# Вулиця Державного Прапора (Полтава)
Ву́лиця Державного Прапора — одна з вулиць Шевченківського району Полтави. Пролягає від перетину вулиці Небесної Сотні та проспекту Віталія Грицаєнка до перетину вулиць Юліана Матвійчука та Гоголя, перетинає  вулицю Стрітенську. До вулиці Державного Прапора примикає площа Конституції.

## Назва
Історична назва — Ново-Петровська вулиця, після Жовтневого перевороту перейменована в Новопролетарську, на початку 70-х років XX століття отримала назву «Гагаріна»).

## Історія
Вулиця була вперше позначена на плані Полтави 1820 року. Забудова велася протягом XIX — початку XX століття. Вулиця була зруйнована під час Другої світової війни. Зокрема, було спалено будинок товариства взаємного кредиту, який побудував 1900 року архітектор О. А. Ширшов.
Збереглися будинки №3 і №5, які мають елементи модерну і неокласицизму, двоповерхові №10 і №12 збудовані у середині XIX століття у формах провінційного ампіру. У повоєнні роки на місці знищених окупантами житлових будинків, пошти і телеграфу на початку вулиці створений сквер.